# Torrepadre
Torrepadre és un municipi de la província de Burgos a la comunitat autònoma de Castella i Lleó. Forma part de la comarca de l'Arlanza. Limita a l'oest amb Cobos de Cerrato (Palència) i Peral de Arlanza, al sud amb Royuela de Río Franco, i al nord amb Villahoz i Santa María del Campo.

## Demografia
| 1991 | 1996 | 2001 | 2004 |
| ---- | ---- | ---- | ---- |
| 202  | 165  | 119  | 95   |

## Personalitats
- Eloy Rodríguez Gutiérrez (1899-1936), màrtir i religiós marista